# Leptolalax isos
Leptolalax isos — вид жаб родини азійських часничниць (Megophryidae). Відкритий 2006 році, описаний у 2015 році.

## Поширення
Вид поширений на плато Кон Тум у Камбоджі та В'єтнамі. Трапляється на висоті 650—1100 м над рівнем моря.

## Опис
Самці сягають завдовжки 23,7-27,9 мм, а самиці 28,6-31,5 мм. Верхня частина тіла коричнева, нижня — біла. Ця жаба також має помаранчеві очі.